# Talsperre Muldenberg
Die Talsperre Muldenberg ist eine Talsperre im Vogtlandkreis des Freistaates Sachsen. Sie versorgt ungefähr 100.000 Menschen in 21 Orten mit Trinkwasser und dient darüber hinaus dem Hochwasserschutz.

## Zuflüsse
Neben einigen Bächen ohne Namen speisen im Wesentlichen zwei Flüsse und ein Bach die Talsperre: Von Westen die Rote Mulde, von Süden die Weiße Mulde und von Osten der Saubach. Die ersten beiden fließen zunächst in Vorbecken, die insbesondere die Funktion haben, das mitgeführte Geröll aufzunehmen. Der frühere Zusammenfluss von Roter und Weißer Mulde zur Zwickauer Mulde liegt auf dem Grund der Talsperre. Der Abfluss aus der Talsperre ist die Zwickauer Mulde.

## Staumauer

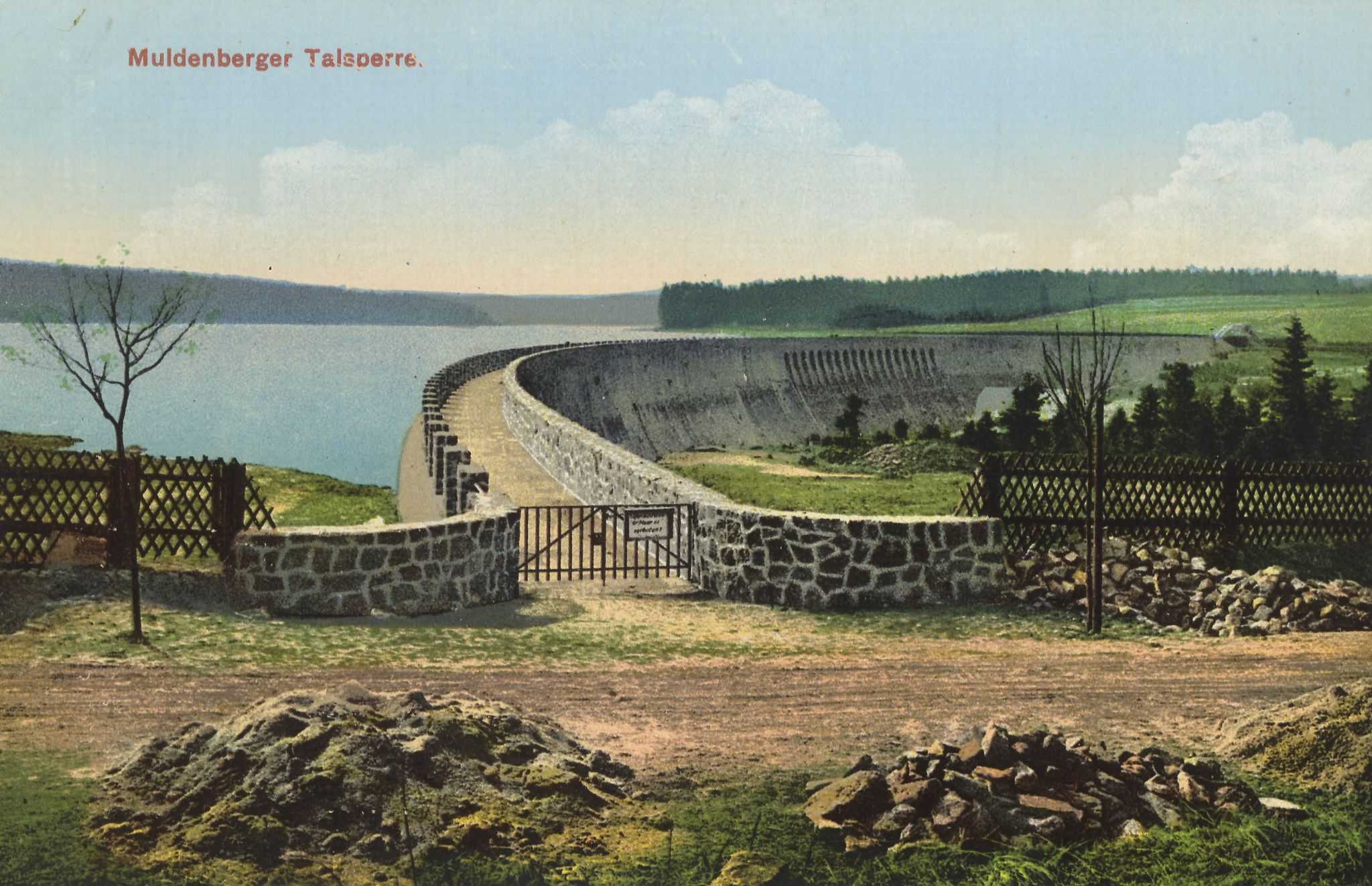
Die Muldenberger Talsperre 1926

Die Staumauer der Talsperre Muldenberg ist eine gekrümmte Gewichtsstaumauer aus Bruchsteinmauerwerk nach dem Intze-Prinzip. Sie wurde von 1920 von 1925 in der Nähe von Schöneck im Vogtland, südlich des namensgebenden Ortes Muldenberg erbaut und 1925 in Betrieb genommen. Sie hat die längste Mauerkrone aller Staumauern in Sachsen. Von deren 525 m sind aber nur 476 m sichtbar. Ein Kontrollgang in der Staumauer wurde erst beim Wiederaufbau des durch eine Explosion im Jahr 1945 zerstörten Mauerabschnitts in einer Länge von 90 Metern eingebaut. Er hatte auch die Funktion eines Entwässerungsstollens. Erst in den 1960er Jahren verlängerte man ihn um 200 Meter. Für Hochwasser hat die Talsperre einen festen Überlauf in der Mauermitte. Es fließt dann in ein Tosbecken am Fuß der Staumauer.

## Sanierung

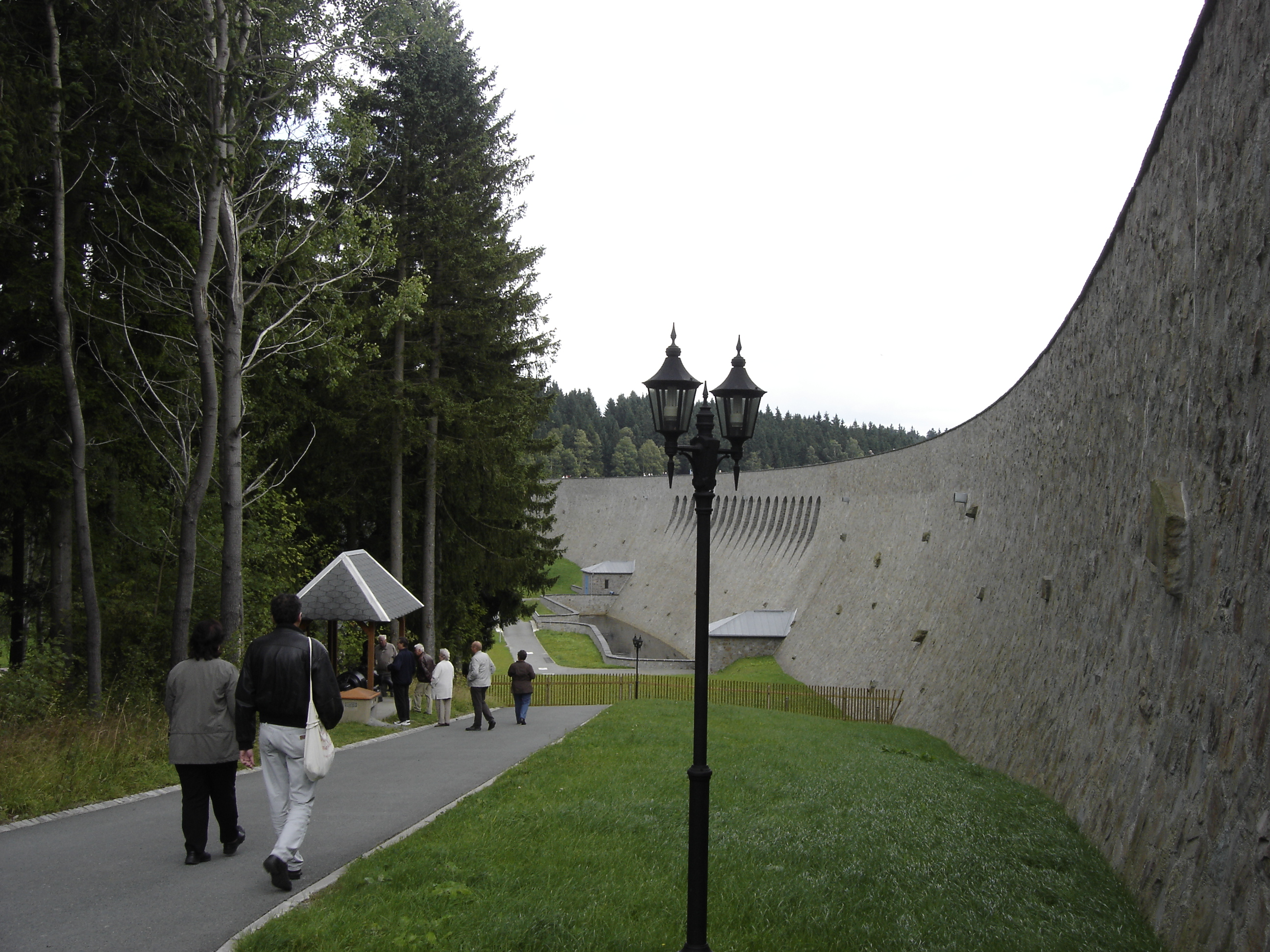
Sanierte Staumauer

Im Juni 2009 ist die Talsperre nach der Sanierung von 2001 bis 2007 und dem Probestau wieder in Betrieb genommen worden und war kurzzeitig auch voll eingestaut. Regulär wird wieder ein Hochwasserrückhalteraum von 0,85 Millionen Kubikmetern freigehalten. Bei der Sanierung erhielt die Staumauer auf der Wasserseite eine Verstärkung aus Beton. Sie wurde im Bereich der Hochwasserentlastung mit 19 Stahlankern im Untergrund verankert. Die Mauerkrone, die Luftseite, der Überlauf und die Schieberhäuser und auch sämtliche Betriebsausrüstungen sowie die Messeinrichtungen wurden erneuert. Zur eigenen Stromversorgung verfügt die Talsperre am Auslauf über ein Kraftwerk, das bei einer Durchflussmenge von 100 Litern pro Sekunde 15 Kilowatt Strom erzeugt. An den Zuläufen von Roter und Weißer Mulde wurden im Rahmen der Sanierungsarbeiten zwei Vorsperren zur Wasserreinigung  von 200 und 270 m Länge errichtet. Im Zuge der jüngsten Sanierung bis 2007 erhielt die Talsperre eine variable Entnahmeanlage. Sie macht es möglich, immer das Wasser mit der besten Qualität zu entnehmen.
Die Sanierungskosten betrugen insgesamt etwa 25 Millionen Euro.

## Explosionsunglück
Am 13. Mai 1945 ereignete sich ein schweres Unglück. Beim Versenken von Munition in die Talsperre kam es zu einer Explosion, durch die die Sperrmauer stark beschädigt wurde. Dabei fanden zwei US-Soldaten und elf deutsche Kriegsgefangene den Tod. Ihr gemeinsames Grab befindet sich ca. 200 m östlich des Unglücksortes. Nach dem Unglück lief die Talsperre binnen sechs Tagen weitgehend leer. Zu Schäden in den unterhalb gelegenen Siedlungen kam es nicht. Zwischen 1946 und 1950 wurde die Staumauer wieder aufgebaut.

## Freizeit
Baden, Angeln und Freizeitsport im Stausee sind zum Schutz des Trinkwassers nicht möglich, aber man kann rund um den Stausee wandern und die Staumauer besichtigen. Auch die Mauerkrone ist für Fußgänger und Radfahrer begeh- bzw. befahrbar. Anlässlich des 90-jährigen Bestehens der Talsperre gab die sächsische Talsperrenverwaltung im Jahr 2015 eine Wanderkarte für das Gebiet rund um die Talsperre Muldenberg heraus. Unterhalb und oberhalb der Talsperre befinden sich mehrere kleinere Becken, die früher zum Flößen von Holz angelegt wurden. Heute findet jedes Jahr am Himmelfahrtstag ein Schauflößen statt, das der Vogtländische Flößerverein Muldenberg e. V. veranstaltet.